# Valiano
Valiano è una frazione del comune italiano di Montepulciano, nella provincia di Siena, in Toscana.
Fu un antico castello feudale che, per la sua posizione strategica sul confine tosco-umbro e per il ruolo esercitato dalla famiglia residente dei Del Pecora (la famiglia dei Cavalieri), fu avamposto della Val di Chiana di grande rilevanza storica dal XIII secolo fino alla costituzione del Granducato di Toscana.

## Storia

### Il castello di Valiano
Il Comune di Perugia, dopo aver concluso la pace tra le città di Arezzo e Cortona, iniziò la penetrazione stabile nel Cortonese: con le famiglie dei conti degli Oddi in Pierle e Castelnovo e con la famiglia Montemelini nei castelli di Montegualandro e Montalera. L'espansione di Perugia proseguì in Val di Chiana con l'acquisto del terziere di Valiano. Il 24 novembre 1238, Guido ed Uguccione del Colle, "marchesi di Valiana", nella casa di Arsenio Del Pecora, detto "Pecorello", della "Famiglia dei cavalieri", vendono ad Andrea Montemelini di Giacomo la terza parte del castello di Valiana, con i confini descritti nell'atto di vendita e che includevano la comproprietà del terreno dal porticciolo di Valiano, per via Terrarossa, al molino di Gabbiano.
I castelli di Montalera, Montegualandro e Valiano erano in posizione dominante e, mediante un ingegnoso sistema di torri comunicanti, permettevano segnalazioni diurne a mezzo di specchi riflettenti e fumate; di notte, con l'accensione di fuochi e torce. In questo modo consentivano la difesa preventiva del territorio perugino, con una visibilità che si apriva dal lago Trasimeno e dalla Val di Chiana fino alla pendici del monte Cetona e del monte Amiata. Così i castelli di Montalera, Montegualando e Valiano, ultimi baluardi del sistema difensivo perugino, erano in grado di comunicare informazioni ai castelli di Agello e Monteruffiano, situati a poche miglia dalla città di Perugia.

### Margherita e Raniero

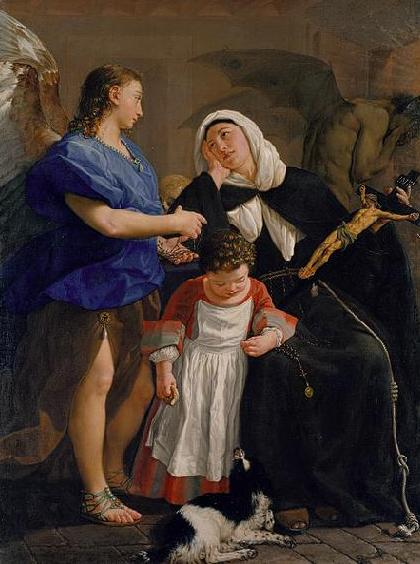
Gaspare Traversi, Santa Margherita da Cortona

Nel 1263, a pochi anni di distanza della vendita del terziere di Valiano, si manifestò l'evento che attirò l'attenzione della religiosità popolare della regione: la vicenda di Margherita da Cortona, canonizzata il 16 maggio 1728 sotto il pontificato di Benedetto XIII. Nella vicenda margheritiana, evento capace d'incidere grandemente nella cultura e nell'arte di vaste aree regionali dell'Umbria e della Toscana, rimase sempre vivo l'interesse intorno all'identità del seduttore e alle circostanze della sua tragica uccisione. Non essendovi certezze storiche, l'identità del seduttore può essere soltanto supposta e la descrizione della vicenda resta affidata all'indagine degli studiosi sulla base della Leggenda, scritta a posteriori dal confessore di Margherita, frate Giunta Bevignati, che - a causa della riservatezza del suo ruolo - evita di fare nomi e di riferire circostanze.
La storiografia margheritiana, passata e soprattutto recente, sembra ormai concorde nell'individuazione dell'amante di Margherita nella persona di Raniero Del Pecora. Dopo aver incontrato Raniero nella campagna di Laviano, piccolo borgo al confine del territorio perugino, Margherita, sedicenne di umili origini, fugge di notte dal borgo nativo rischiando la vita attraverso le acque agitate del lago di Montepulciano per andare a convivere con l'amante. In Montepulciano la bella Margherita, la "Signora", inizia una nuova vita nel lusso e nei privilegi di una famiglia ricca e potente, come lascia intuire la Leggenda nello struggente colloquio di Margherita con il Crocefisso. L'uccisione di Raniero, avvenuta nel 1272 in una battuta di caccia durante il soggiorno estivo nelle sue proprietà tra Valiano e la località Giorgi di Petrignano, segnò un profondo cambiamento di vita di Margherita che, penitente sulla via di Cortona con il figlio Jacopo tenuto per mano, percorse un nuovo itinerarium spirituale nella ricerca della santità e della pace interiore.

#### L'uccisione di Raniero

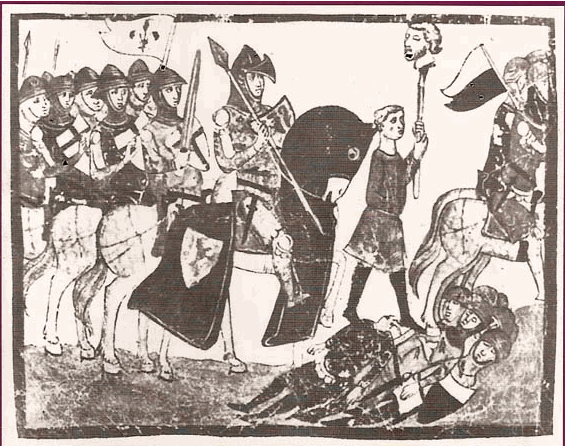
Un fante porta sull’asta la testa di Provenzano Salvani in una miniatura del XIV secolo. Roma, Biblioteca Chigiana

La sanguinosa battaglia di Montaperti (1260) segnò la vittoria dei ghibellini senesi contro i guelfi fiorentini, ma nel 1269 la battaglia di Colle di Val d'Elsa determinò un rovesciamento politico a favore dei guelfi. In quella battaglia rimase ucciso il capitano ghibellino Provenzano Salvani, ex podestà poliziano, e nella città di Siena salì al governo la fazione guelfa dei Trentasei. Intanto nella signoria di Montepulciano, dopo la partenza del Salvani, la fazione guelfa, a cui apparteneva la famiglia di Raniero, cominciò lentamente a riemergere. Nella signoria, personaggio di spicco era Guglielmo Del Pecora, zio di Raniero, aspirante ad un ruolo di primo piano politico, persona molto stimata dai nuovi governanti senesi, dedito a lucrosi traffici commerciali nell'area attraversata da tortuosi itinerari che, risalendo dal ponte di Valiano, conducevano in Val d'Orcia.
Già nel 1268 i guelfi fuoriusciti da Montepulciano, dopo pochi giorni di assedio, avevano ripreso con l'aiuto di Carlo I d'Angiò la fortezza ed il governo della signoria. Raniero partecipò all'impresa guadagnandosi una posizione di prestigio. La persecuzione contro i ghibellini provocò il fenomeno del fuoriuscitismo e molto ghibellini, come il figlio di Provenzano, si rifugiarono in Cortona, che godeva fama di città ghibellina. Nel 1271, per contrastare le rappresaglie dei ghibellini, il governo senese ordinò la distruzione di Farnetella e Scrofiano, possedimenti di Ildebrandino Cacciaconti, conte di Trequanda e capo ghibellino del territorio. Un grave assalto dei ghibellini cortonesi, aggravato da omicidio, si verificò presso la dogana dell'Ossaia, dove fu incendiato un carico di velluti fiorentini, merce di grande valore acquistata da mercanti perugini. Un episodio analogo dovette verificarsi per un carico di merci di proprietà di Guglielmo Del Pecora, assalito tra Trequanda e Montelifré, luogo dove andavano convergendo gli interessi economici dei Del Pecora con la presenza di alcune loro proprietà. Guglielmo, che godeva di appoggi nel governo senese, riuscì ad esigere il risarcimento del danno dai Cacciconti. Nel clima di faida tra le due famiglie, nel 1272 Raniero Del Pecora, dimorante con Margherita ed il figlio Jacopo nel soggiorno estivo nelle proprietà di Valiano e Petrignano, rimase vittima di un agguato nemico ed ucciso a colpi di pugnale nei boschi di Petrignano. Pochi mesi dopo l'uccisione di Raniero fu trovato morto Ranuccio, figlio di Ildebrandino Cacciaconti.

### La posta di Valiano
Dopo la battaglia di Torrita (9 aprile 1358), combattuta tra perugini e senesi, Giovanni e Gherardo Del Pecora, con i nipoti Bertoldo e Corradino, furono insigniti del titolo di "cavaliere" dai vincitori perugini per aver combattuto valorosamente dalla loro parte e vennero remunerati con la rendita vitalizia della posta di Valiano. Nelle ville medievali, attraversate da importanti vie di comunicazione, le "poste", appaltate dai comuni delle città a privati fiduciari, costituivano un sistema organizzato di stazioni intermedie, necessarie per il traffico di merci con città più lontane. Il servizio postale delle merci veniva svolto da corrieri: "mercanti a cavallo" che, con i loro carichi, potevano sostare nelle poste per effettuare il cambio dei cavalli ed assolvere al pagamento dei dazi doganali.

### La posta del Chiugi

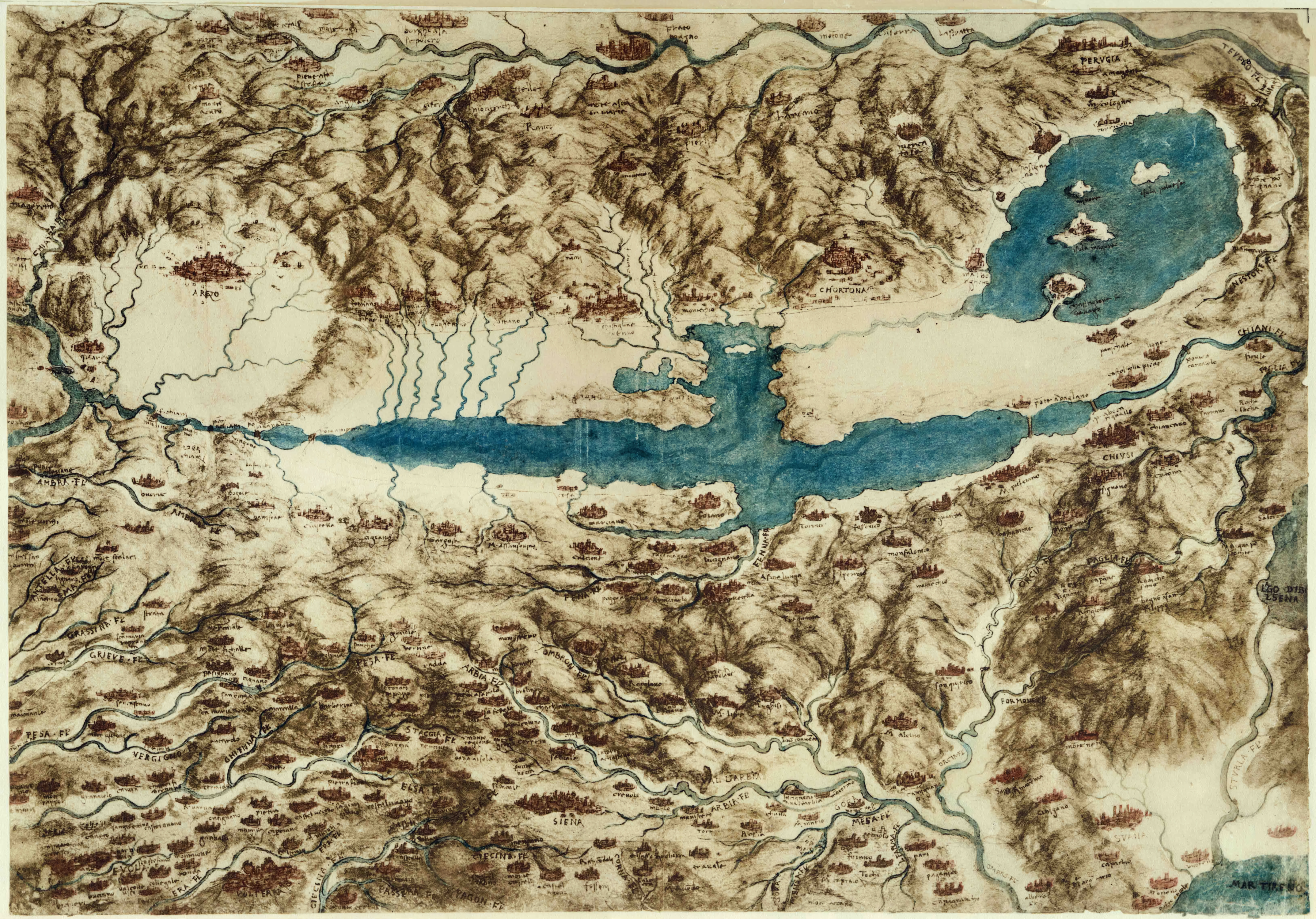
Leonardo da Vinci, Mappa della Val di Chiana, 1502-03. Windsor, Royal Library

La posta di Valiano, «propinqua alla Chiana, luogo forte ed abbondante», oltre alla stazione doganale all'interno del castello sulla via Lauretana, esercitava il controllo delle merci sul porticciolo della Chiana, godendo dei diritti di transito delle merci trasportate sulle "navi" (barconi) che praticavano la navigazione del fiume con carichi di grano, sale, stoffe e soprattutto pesce, pescato nei laghi di Montepulciano e nel Chiaro di Chiusi. Nel 1379 Perugia, dopo aver perso tutti i castelli già posseduti in Val di Chiana - Monte San Savino, Castiglion Aretino, Lucignano e Foiano -, riuscì a difendere il castello di Valiano detto "Zeppa", che venne appaltato a Giovanni Del Pecora con l'obbligo di tenervi una guardia di soldati perugini e d'impedire danni nel Chiugi. Il Chiugi era una vasta area che, dalla sponda occidentale del Trasimeno all'altezza delle due torri chiusine di "Beccati questo" e "Beccati quello", lambiva la contea pozzuolese fino al ponte di Valiano, per poi risalire il castello fino al culmine dell'antica chiesa di San Procolo e ridiscendere infine per la via di Terrarossa, fino a raggiungere la sorgente della Venella (località Puntabella) ai piedi del castello di Montegualandro.
La posta chiugina di Valiano fu subito oggetto di controversie. Nel 1397 il signore di Cortona Uguccio Casali, dopo aver compiuto azioni di sabotaggio contro la "nave" di Valiano, s'impadronì della posta. Dopo la morte del Casali (Firenze, 1400), Perugia, passata sotto il dominio dello Stato Pontificio di Bonifacio IX, pretese il monopolio della vendita del sale, ritenendo Valiano posta perugina del Chiugi. All'istituzione del monopolio pontificio in Valiano si opposero i fiorentini, dichiarando che Valiano «non è, né fu mai luogo di chiesa, anzi è imperiale, et fu de' Marchesi del Monte s. Maria, e nella guerra che avemmo col duca di Milano, col quale tenevano i Perugini, fu acquistato».
La disputa tra perugini e fiorentini si protrasse ancora nel tempo. Nel 1407, il podestà di Montepulciano ebbe ordine dai fiorentini di controllare che Perugia non togliesse il castello di Valiano a Giovanni Del Pecora.

### Le campagne di Ladislao ed Alfonso di Napoli

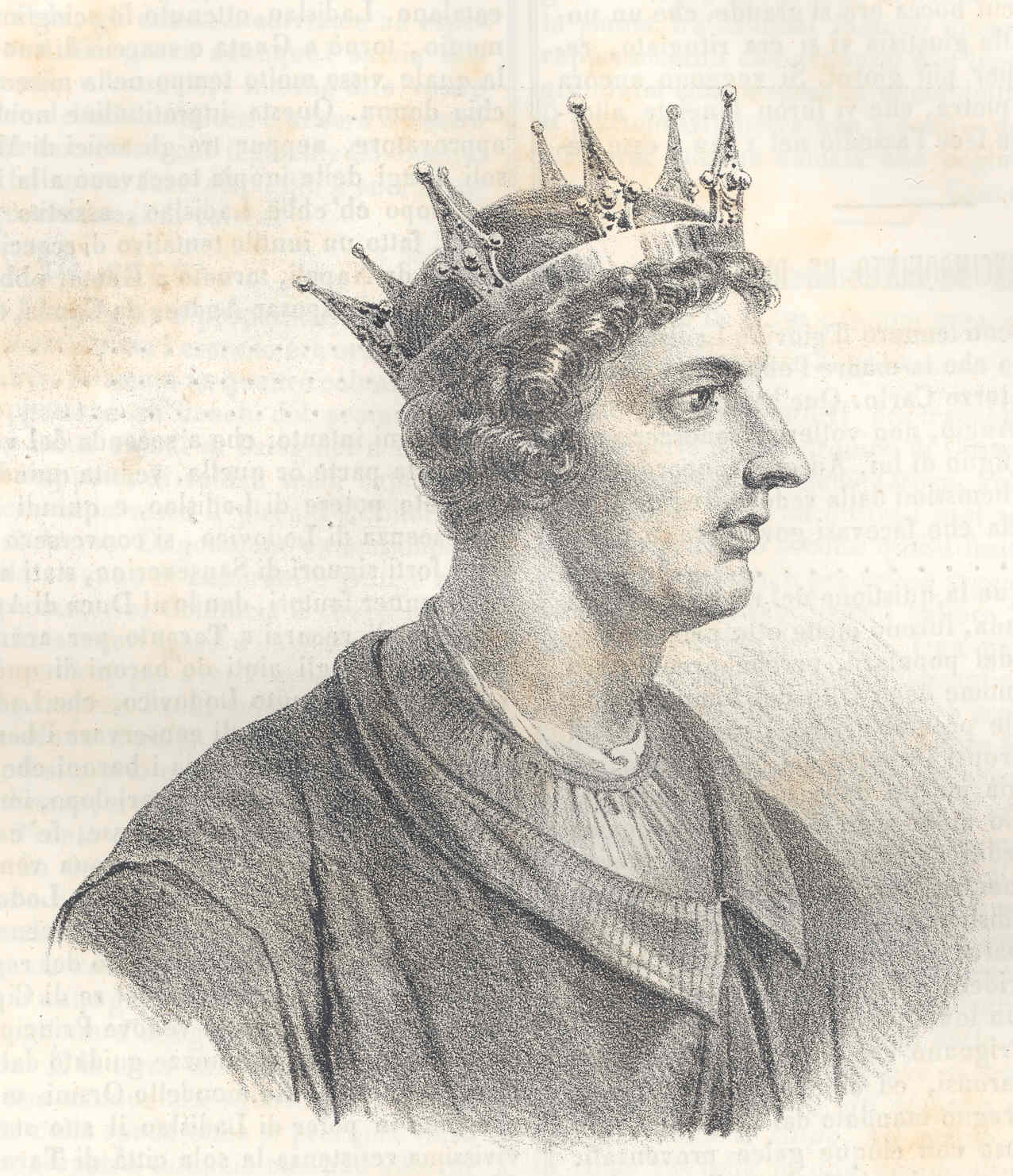
Ladislao d'Angiò, re di Napoli

Nel marzo del 1409 re Ladislao di Napoli, lasciata Roma, dopo la sottomissione di Perugia con un poderoso esercito di alcune migliaia di armati si diresse in Toscana, con l'intento di sconfiggere la lega tra Firenze e Siena che si opponeva al suo disegno di espansione nel territorio italiano. Una parte di quell'esercito si accampò tra Terontola ed Ossaia; l'altra parte, dopo aver espugnato il castello, stabilì in Valiano, seconda base d'appoggio per le successive operazioni militari. I soldati di Ladislao, rimasti per più di un anno nel territorio della Val di Chiana senza riuscire ad ottenere una conquista significativa, si distinsero unicamente per devastare i campi ricchi di messi e pronti per la mietitura. Le popolazioni oppresse per lungo tempo maledissero quell'esercito vandalico e ricordarono Ladislao come «re Guastagrano». Negli accampamenti ebbe luogo una trattativa segreta che permise a Ladislao di occupare Cortona e di imprigionare Luigi Casali, ultimo signore di Cortona.
La lunga permanenza in territorio nemico cominciò a produrre lo scontento anche nell'esercito di occupazione di Ladislao, nel quale, non appena giunsero a scadenza le condotte delle compagnie di ventura, cominciarono a verificarsi numerose diserzioni. In data 8 agosto 1410 i fiorentini riuscirono a riconquistare il castello di Valiano e, insieme ai rappresentanti delle città di Siena e di Perugia, intrapresero con Ladislao una laboriosa trattativa di pace. Cortona fu venduta dal re di Napoli ai fiorentini, che nel trattato finale riuscirono ad evitare la distruzione del castello di Valiano richiesta pressantemente dai perugini. La questione di quel possedimento non risultò chiaramente definita.
Dopo la morte di Ladislao, nel 1414, cominciò ad emergere nella storia la figura del condottiero Braccio da Montone, signore di Perugia, sostenuto dai fiorentini ma in contrasto con il papa Martino V, ospite fiorentino in attesa di rientrare nella sede pontificia romana dopo il periodo della vacanza avignonese. Nel febbraio del 1420, con un seguito principesco, Braccio giunse in Firenze per incontrarsi con il pontefice. La fama del condottiero perugino fece tanto effetto in città che lo scrittore fiorentino Leonardo Bruni ricordava il ritornello che i ragazzi andarono cantando per le strade di Firenze:: «Papa Martino non vale un quattrino / Braccio valente vince ogni gente». Nel periodo della signoria perugina di Braccio da Montone, la famiglia di Bindaccio Ricasoli, plenipotenziario di Braccio, risultò in possesso di vaste proprietà immobiliari nel castello di Valiano, in Valdilupino e Laviano fino al 26 marzo 1427, quando gli abitanti di Valiano si sottomisero direttamente alla signoria di Firenze.

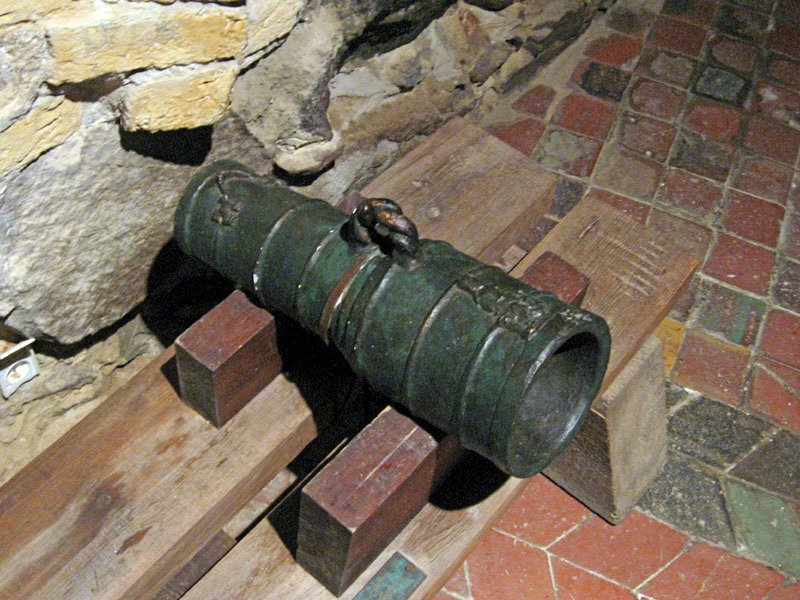
Bombarda- sec. XV

Durante una notte del mese di luglio 1452 le scolte predisposte alla sorveglianza del Castello di Foiano avvistarono in lontananza una linea di fuochi provenienti dal Castello di Valiano. L'indagine successiva degli esploratori inviati da Foiano rivelò con stupore l'occupazione di Valiano da parte di un poderoso esercito di Alfonso V d'Aragona, re di Napoli, forte di 16.000 soldati e 600 cavalieri, munito di bombarde (per la prima volta comparse nel territorio), portatosi in Toscana per punire il tradimento della Repubblica fiorentina dominata da Cosimo de' Medici alleatosi con l'acerrima e comune avversaria: la Milano dei Visconti ora passata sotto l'ambita signoria di Francesco Sforza. Il 2 settembre 1452, l'esercito napoletano comandato da Ferdinando duca di Calabria, con a fianco i più famosi capitani dell'epoca come Federico da Montefeltro, Jacopo Caldora, Orso Orsini, dopo la presa di Valiano, che senza successo offrì una disperata resistenza, espugnò il Castello di Foiano, difeso strenuamente dalla popolazione ed in particolare dalle donne che provvedevano alla bollitura dell'acqua e dell'olio per rovesciarli sugli assalitori che penetravano dalle fenditure delle mura provocate dalle bombarde.

### Il conflitto tra le repubbliche di Siena e Firenze

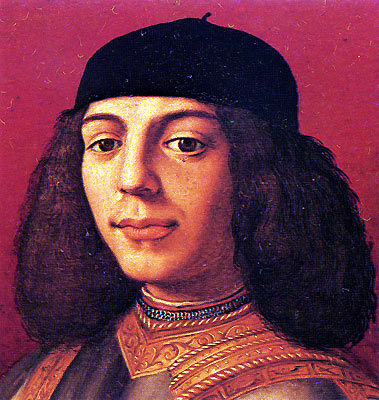
Agnolo Bronzino, Ritratto di Piero de' Medici detto il Fatuo

Sul finire del Medioevo e sul principio del XVI secolo, la Val di Chiana si presentava divisa in due parti. Dalla parte nord-orientale i comuni di Arezzo, Castiglion Fiorentino, Cortona, Valiano, Civitella, Monte San Savino, Marciano e Foiano erano soggetti al dominio fiorentino; dalla parte sud-occidentale, Lucignano, Sinalunga, Torrita, Chianciano e Chiusi erano soggetti alla Repubblica di Siena. Nel centro di questi ultimi comuni si insinuava quello più conteso di Montepulciano appartenente alla repubblica di Firenze:
(Giovan Battista Adriani, Istoria del suo tempo)
La divisione politica esistente nel territorio della Chiana fu il movente delle discordie fra le due repubbliche dominanti che nell'ultimo periodo medievale cominciarono a farsi guerra con l'utilizzo delle moderne armature da sparo: bombarde e archibugi, che furono causa di irreparabili danni nelle eleganti ma fragili strutture del castello di Valiano. Nel 1496, i fuoriusciti fiorentini guidati da Piero de' Medici detto il Fatuo, messo al bando dal partito popolare del Savonarola, furono accolti in Montepulciano da Paolo Orsini e, oltre a numerosi fanti, ricevettero artiglierie ed archibugi con il proposito di facilitare il suo rientro in Firenze. Piero, con l'appoggio dei senesi, assediò il bastione e la torre di Valiano custodita dai nemici fiorentini e cominciò a bombardare le strutture con colpi di artiglieria. La Repubblica fiorentina reagì organizzando la resistenza con il conte Ranuccio da Marciano, che venne in soccorso di Valiano con sei squadre di cavalli e duemila fanti. Successivamente, Firenze venne coinvolta nella guerra contro Pisa e per assicurarsi la neutralità di Siena il 26 aprile 1506 stabilì una tregua di cinque anni ed acconsentì alla demolizione del baluardo di Valiano.

#### Il presidio di Valiano
Nel 1537, il duca Cosimo I de' Medici salì al governo di Firenze con il progetto di estendere il suo dominio in tutta la Toscana. L'ultimo ostacolo alla realizzazione del progetto rimaneva l'eliminazione della Repubblica di Siena, per la conquista della quale fin dal 1553 era in atto un conflitto combattuto dagli eserciti contrapposti di Francia e Spagna. Nella primavera del 1554 si aprì in Val di Chiana la fase finale dello scontro, per la quale il duca Cosimo predispose il rafforzamento dei pochi castelli in suo potere. Montepulciano fu affidata al reparto di cavalleria condotto dal capitano perugino Ridolfo Baglioni, mentre il ponte di Valiano venne presidiato dall'architetto militare Ascanio della Corgna, parente di Ridolfo; entrambi furono ingaggiati con un'onerosa condotta a spese del duca Cosimo. Il Della Corgna per opporsi all'esercito nemico dei franco-senesi di Piero Strozzi, a metà del ponte di Valiano, fece costruire un bastione in mattoni costoso ma necessario alla sicurezza del ponte: «guarnito di scoppiettieri che archibugiavano i Franzesi se accostati si fossero».

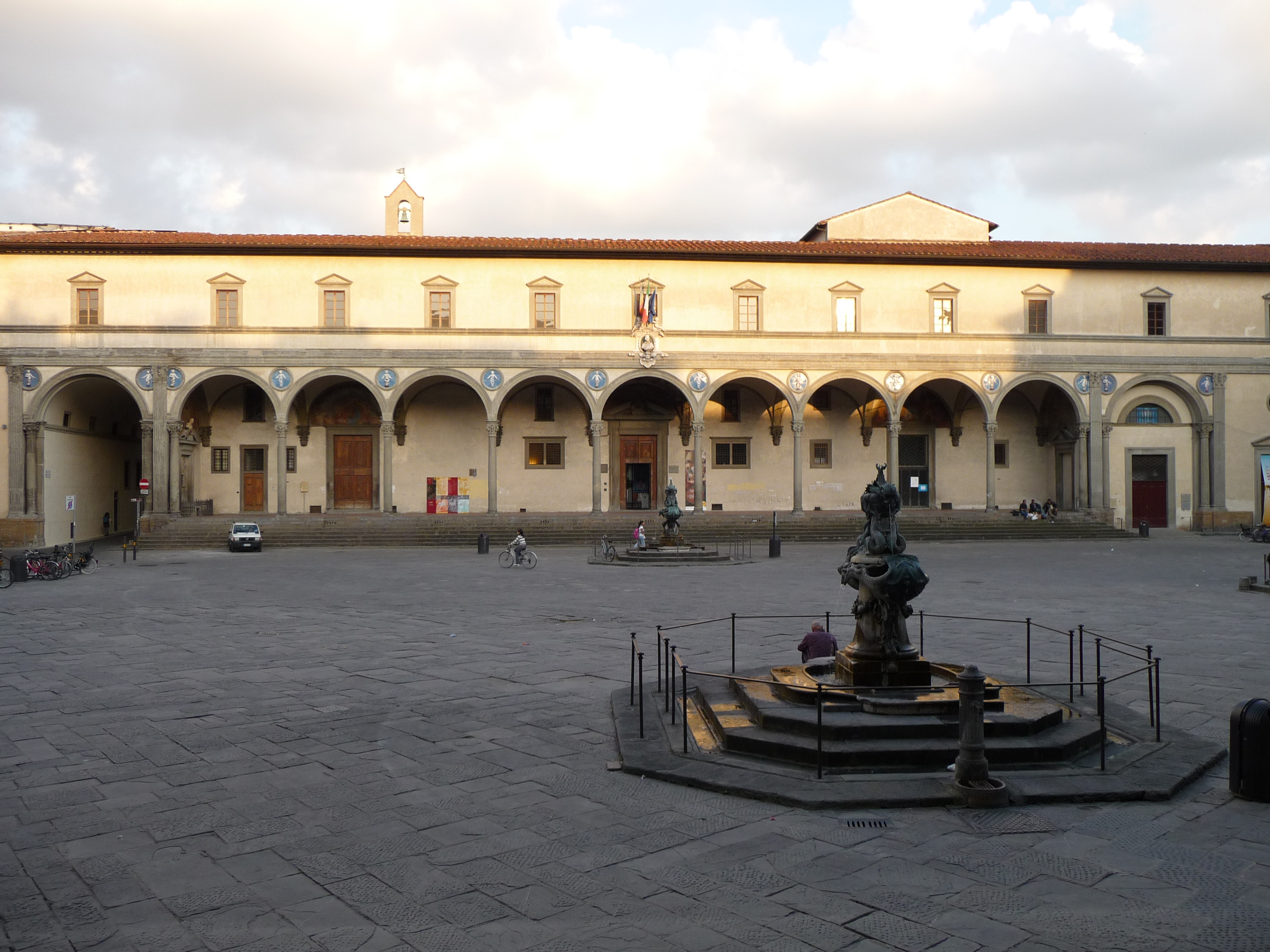
Firenze, Spedale degli Innocenti

Presso quel ponte trovarono scampo i condottieri Bartolomeo Greco ed i conte Del Bagno, dopo aver subito una grave sconfitta nel tentativo di conquistare la fortezza di Chiusi. La battaglia di Scannagallo del 2 agosto 1555 segnò la fine del conflitto e la resa definitiva della Repubblica senese. Già nel 1545) Valiano, entrato a far parte della nuova confinazione voluta dal duca Cosimo I, fu inserito nello Stato Vecchio della Repubblica di Firenze e descritto come antica proprietà della famiglia cortonese dei Vagnucci e dello Spedale degli Innocenti di Firenze aventi causa da Giovanni Del Pecora, a cui la Repubblica aveva donato detto castello. Infatti fin dal 1450, la famiglia cortonese del vescovo di Perugia Jacopo Vagnucci, commendatario dell'abbazia di Farneta, aveva aggiunto al feudo pontificio di Petrignano l'acquisto della casa-torre situata nel borgo Palazzi di Valiano, proveniente dall'eredità di Giovanni Del Pecora, una delle residenze estive di santa Margherita e Raniero Del Pecora. A poca distanza dalla casa-torre il Vagnucci fece costruire la villa che conserva lo stemma di famiglia: l'orso con tre fiori rosso, verde e giallo. Con provvedimento granducale del 1744, i comuni più piccoli della Val di Chiana vennero assorbiti da quelli più importanti e l'uffizialiato di Valiano fu riunito al vicariato maggiore di Montepulciano.
Lo splendido manufatto dello Spedale degli Innocenti in piazza Santa Annunziata di Firenze, sede attuale della facoltà di Architettura, occupa alcuni uffici di ricerca UNICEF e l'istituzione è divenuta Centro nazionale di documentazione ed analisi sull'infanzia e l'adolescenza.

## Architetture religiose

### Pieve di San Lorenzo Martire
La pieve di San Lorenzo Martire è situata all'interno del centro storico del castello di Valiano ed oltre alla reliquie del santo patrono custodisce pregevoli opere di arte cristiana: un quadro di Santa Margherita da Cortona recentemente restaurato, statue lignee dell'Addolorata e di San Giovanni, un Crocefisso ligneo del 1500 di scuola cortonese, posto dietro l'altare maggiore, ritenuto miracoloso dai valianesi in quanto protagonista di due eventi storici straordinari: la calata di una fitta nebbia in Val di Chiana nel periodo estivo durante il suo trasferimento a Valiano, prima di giungerci , fu ospitato nella Chiesa della Maestà del Ponte ed è qui che ogni 25 anni viene riportato in Processione; e nel XIX° sec. durante la riapposizione dopo una Processione, un uomo dicendo “picchia , picchia che tanto è di legno” fu irrorato sul volto da alcune gocce di sangue, queste furono asciugate con un fazzoletto ancora oggi conservato da una famiglia di Valiano. Il Crocefisso viene festeggiato solennemente con ricorrenze venticinquennali, oltre che ogni anno la quarta Domenica di Settembre.
Pregiatissimi frammenti di Andrea della Robbia si trovano all'interno ed all'esterno del fonte battesimale.
Nel fondo della parete semicircolare sono murati alcuni pezzi raffiguranti il Dio Padre benedicente con il libro della vita che mostra le lettere greche alfa e omega; al di sotto dell'iconografia principale figurano due angeli cherubini rappresentati nei tradizionali colori robbiani: bianco su fondo azzurro. All'esterno della cappella figurano ancora immagini di angeli librati in volo che reggono il cartiglio celebrativo del rito eucaristico.

### Chiesa del Santo Rosario
La chiesina del Santo Rosario, antica pieve di San Procolo, appartenne ai monaci della congregazione dei Camaldolesi dell'eremo del Vivo. Più volte nominata nelle Rationes Decimarum, la pieve corrispondeva le decime registrata come "chiesa di San Procolo di Valiana" fino alla scomparsa dell'eremo, avvenuta ai primi del XIV secolo.

## Manifestazioni

### La Fiera di Valiano
Approvata dal granduca Leopoldo fin dal 1782, la Fiera di Valiano ricorre il 10 agosto di ogni anno, in occasione della festività di San Lorenzo. Lo spirito della manifestazione è quello di divulgare la valorizzazione dell'allevamento del bestiame ed il consumo delle carni di qualità certificata della razza Chianina, razza autoctona nei territori di Umbria, Marche e Toscana. La fiera viene accompagnata da festeggiamenti popolari, incontri ricreativi ed appuntamenti culturali.

### Il Palio dei carretti
Il Palio dei Carretti è un atteso appuntamento agonistico che si svolge nella quarta domenica di settembre per la conquista del palio, un drappo dipinto in onore del S.S. Crocefisso. Vi partecipano sei contrade: Castello, Chiesina, Fonte, Dogana, Padule e Ponte. Partendo dalla zona più alta del Paese, in prossimità della Chiesa del Santo Rosario (Chiesina), i piloti salgono a bordo di carretti costruiti su quattro assi di legno, sostenuti da due coppie di cuscinetti a sfera. Dopo la partenza, i partecipanti prendono velocità nel tratto rettilineo della ripida discesa che attraversa l'abitato, per affrontare con audaci manovre le tre curve che immettono nel tratto finale, fino a raggiungere il traguardo nello storico ponte.

#### Contrade
- Castello (giallo-verde)
- Chiesina (nero-rosso)
- Dogana (bianco-azzurro)
- Fonte (bianco-rosso)
- Padule (giallo-rosso)
- Ponte (rosso-blu)

### Albo d'Oro
| 1975 | Fonte    | 1996 | Padule   | 2017 | Fonte    |
| 1976 | Padule   | 1997 | Padule   | 2018 | Padule   |
| 1977 | Dogana   | 1998 | Fonte    | 2019 | Ponte    |
| 1978 | Fonte    | 1999 | Ponte    | 2020 | N.D. (*) |
| 1979 | Ponte    | 2000 | Ponte    | 2021 | Padule   |
| 1980 | Dogana   | 2001 | Chiesina | 2022 | Dogana   |
| 1981 | Fonte    | 2002 | Dogana   | 2023 | Castello |
| 1982 | Fonte    | 2003 | Dogana   | 2024 | Dogana   |
| 1983 | Castello | 2004 | Ponte    |      |          |
| 1984 | Castello | 2005 | Castello |      |          |
| 1985 | Castello | 2006 | Ponte    |      |          |
| 1986 | Fonte    | 2007 | Chiesina |      |          |
| 1987 | Padule   | 2008 | Dogana   |      |          |
| 1988 | Castello | 2009 | Ponte    |      |          |
| 1989 | Padule   | 2010 | Castello |      |          |
| 1990 | Ponte    | 2011 | Padule   |      |          |
| 1991 | Dogana   | 2012 | Ponte    |      |          |
| 1992 | Ponte    | 2013 | Chiesina |      |          |
| 1993 | Chiesina | 2014 | Chiesina |      |          |
| 1994 | Dogana   | 2015 | Padule   |      |          |
| 1995 | Chiesina | 2016 | Chiesina |      |          |

(*) Edizione non disputata causa Covid - Panno donato alla Pieve di San Lorenzo Martire in Valiano
- Contrada vincitrice dell'ultimo palio: Dogana [22 Settembre 2024]
- Contrada Nonna: Chiesina  [manca dalla vittoria da 8 edizioni]
- Contrada con più vittorie: Ponte [10 edizioni]

### Fonti primarie
- Niccolò Machiavelli, Istorie Fiorentine Lib. VI (1520-1525)
- Francesco Guicciardini, Storia d'Italia, Firenze, 1561.
- Giovan Battista Adriani, Istorie del suo tempo, Firenze, 1583.
- Scipione Ammirato, Istorie fiorentine, Firenze 1600.
- Ferdinando Morozzi, Dallo stato antico al moderno del fiume Arno, Firenze, 1766.

### Letteratura storiografica
- Benci Spinello, Storia di Montepulciano, Montepulciano, 1892.
- Vincenzo Ansidei, Luigi Giannantoni, I Codici delle Sommissioni al Comune di Perugia, Perugia, 1896.
- Girolamo Mancini, Cortona nel Medio Evo, Pisa, 1897.
- Giovan Battista Del Corto, Storia della Val di Chiana, Arezzo, 1898.
- Giunta Bevignati, Leggenda della vita e dei miracoli di S. Margherita da Cortona, Vicenza, 1978. Trad. dall'originale latino di Eliodoro Mariani.
- Remo Serafini, Storia di Valiano, Assisi, 1985.
- Remo Serafini, Castiglione del Lago e Paciano, Montepulciano, 1989.
- Federico Valacchi, Siena, Milano, 1994, ISBN 88-8017-008-2.
- Leopoldo Boscherini, Margherita la Santa, da Laviano a Cortona, Cortona, 1995.
- Leopoldo Boscherini, Valiano: storia di un feudo conteso, Valiano, 1997.
- Franco Boschi, Valiano: duemila anni di storia, Valiano, 2000.

### Atti
- Franco Cardini, Braccio da Montone, in Atti del Conv.intern.le studi, Montone, 1990.
- Noè Domenico Vinciarelli, Atti del conv. Studi Acc. Masoliniana, Perugia, 1998.